# Блекгок (Каліфорнія)
Блекгок (англ. Blackhawk) — переписна місцевість (CDP) в США, в окрузі Контра-Коста штату Каліфорнія. Населення — 9637 осіб (2020).

## Географія
Блекгок розташований за координатами 37°48′34″ пн. ш. 121°54′47″ зх. д. / 37.80944° пн. ш. 121.91306° зх. д. (37.809418, -121.912929).  За даними Бюро перепису населення США в 2010 році переписна місцевість мала площу 15,05 км², з яких 15,03 км² — суходіл та 0,03 км² — водойми.

## Демографія
Згідно з переписом 2010 року, у переписній місцевості мешкали 9354 особи в 3345 домогосподарствах у складі 2902 родин. Густота населення становила 622 особи/км².  Було 3477 помешкань (231/км²).
Расовий склад населення:
| - 73,6 % — білих - 19,3 % — азіатів - 1,8 % — чорних або афроамериканців - 0,2 % — корінних американців - 0,1 % — вихідців з тихоокеанських островів |

До двох чи більше рас належало 4,3 %. Частка іспаномовних становила 5,0 % від усіх жителів.
За віковим діапазоном населення розподілялося таким чином: 24,3 % — особи молодші 18 років, 61,7 % — особи у віці 18—64 років, 14,0 % — особи у віці 65 років та старші. Медіана віку мешканця становила 48,0 року. На 100 осіб жіночої статі у переписній місцевості припадало 96,3 чоловіків;  на 100 жінок у віці від 18 років та старших — 94,6 чоловіків також старших 18 років.
Середній дохід на одне домашнє господарство  становив 211 008 доларів США (медіана — 163 100), а середній дохід на одну сім'ю — 235 430 доларів (медіана — 196 536). Медіана доходів становила 150 091 долар для чоловіків та 88 578 доларів для жінок. За межею бідності перебувало 2,7 % осіб, у тому числі 3,1 % дітей у віці до 18 років та 0,8 % осіб у віці 65 років та старших.
Цивільне працевлаштоване населення становило 4475 осіб. Основні галузі зайнятості: освіта, охорона здоров'я та соціальна допомога — 19,1 %, фінанси, страхування та нерухомість — 18,1 %, науковці, спеціалісти, менеджери — 17,3 %.